# Вербна неділя (телесеріал)
Вербна неділя — російський мелодраматичний телесеріал, знятий в 2009 компанією RWS. Вперше показаний в Україні на телеканалі «Інтер» в грудні 2009, потім на Першому каналі в Росії в лютому 2010. 30 і 31 жовтня 2010 Перший канал повторив серіал, але вже в повному варіанті.

## Сюжет
Це історія, яка починається в 1970-х роках в СРСР і закінчується на початку 2000-х в Росії, оповідає про життя балерини Оксани Лєпіною. Вона не москвичка, житла немає (судячи з усього — батьків теж немає), живе у своєї вчительки, видатної балерини і педагога Павли Кирилівни Головіної в центрі Москви і виступає на сцені Великого театру. Онук члена Політбюро Артур Нікітін без пам'яті захоплюється балериною і підмовляє її товаришів Марго і Льошу (теж солісти балету Великого театру), щоб ті вмовили Оксану поїхати до нього на дачу, де він зміг би залишитися з нею наодинці в надії на близькі стосунки. Натомість Марго і Льоша отримають звання Заслуженого артиста РРФСР і гастролі за кордоном.
План спрацьовує. Але на близькі стосунки Оксана не погоджується, і Артур в пориві пристрасті ґвалтує юну танцівницю. Однак Оксана проявляє характер, вона пише заяву в міліцію про зґвалтування, але міліціонери, дізнавшись, хто такий Артур, не відкривають кримінальну справу і пробують умовити Оксану відкликати свою заяву. Оксана не погоджується. А тим часом розгорається політичний скандал: ворожі радіоголоси передають, що онук члена Політбюро зґвалтував молоду балерину. Член Політбюро змушений відновлювати своє чесне ім'я і звинувачувати в наклепі саму балерину. Помилкові свідчення підписують ті ж друзі: Марго і Олексій, на що Олексій спочатку не погоджується, але його шантажують його сексуальними уподобаннями — він гей, а кримінальна стаття за гомосексуальність в радянській країні не була ще скасована і широко використовується для боротьби з неугодними. У результаті вагітну від Артура Оксану садять у в'язницю за шантаж і наклепи. Оксана помирає при пологах у в'язниці, але встигає подружитися з сусідкою по камері. Її останнє прохання — це назвати дочка Павла Кирилівна на честь її педагога. Дочка померлої Оксани записують донькою Дусі Кочеткової (сусідки по камері і нової найкращої подруги Оксани) під ім'ям Павла Кирилівна Кочеткова.
Проходять роки, і на дворі вже кінець 1990-х. Після довгого проживання в Сибіру благополучна і заможна бандитська сім'я Дусі Кочеткової та її цивільного чоловіка Колі, кримінального авторитета на прізвисько Коля Бугай, де виросла юна Павла, переїжджає в Москву. Павла (молодша) знає, що її справжня мати померла при пологах у в'язниці, а також про поневіряння, через яких та опинилася за ґратами. Павла Кочеткова працює телерепортером. Вона вирішує зняти документальний телефільм про біологічну маму, спонсором фільму згоден бути її прийомний тато зі своїми товаришами — невтомними трудівниками ринку. Павла знайомиться з Павлою Кирилівною Головіної і та готова їй допомагати. Для успіху документального фільму потрібно, щоб у ньому брали участь Артур, Марго, Олексій, слідчий Валерій Олексійович Васильєв і всі ті, хто мав відношення до тієї давньої історії. По-різному склалася їх доля: якісь з них стали багатими і впливовими в Росії людьми, знаменитими і займають важливі державні пости, а хтось опинився викинутий з життя.
Колись знаменита балерина Головіна живе в бідності у величезній квартирі, колись виданої їй радянською владою; стара жінка, забута всіма, не має ні сил, ні можливостей навіть на прибирання. Слідчий Васильєв, вірний солдат влади, виконавши свій обов'язок, доживає на самоті, хворий, у будинку ветеранів. Олексій Громов став світовою знаменитістю, створивши власну балетну студію за кордоном і ставлячи балетні вистави у найпрестижніших театрах світу. Красуня Маргарита не розгубилася і за нової влади: вона і власниця балетної трупи, і депутат Думи. У неї запаморочливий роман з сином Артура Нікітіна Геннадієм. Змужнілий же онук члена Політбюро Артур Михайлович Нікітін числиться в списках журналу «Форбс» як один з найбагатших людей, та й він не проти балотуватися в Думу.
Документальний фільм, над яким працює молодша Павла Кирилівна, ні Маргариті, ні Артуру не потрібен — розголос їхніх злочинів напевно перешкодить кар'єрі, а дружина Артура стурбована ще й іншим: Павла, що вижила, як дочка Артура буде мати право на частину його багатої спадщини. Щоб фільм, який викриває їх, не вийшов, ці люди готові на все, навіть вбити дочку Оксани, але бандитські навички юної Павли, перейняті нею з родини, де виросла, допомагають їй вижити, а чесні люди (бандити, ринкові шахраї, найманий кілер, взяв гроші за замовлення, але не виконав роботу) гуртуються і допомагають Павлі — фільм виходить на телеекран і має фантастичний успіх. Аферисти викрито і покарано. Підступна і лицемірна Марго, не винісши викриття, накладає на себе руки.

## В ролях
- Світлана Іванова — Оксана Лєпіна, балерина, мати Павли;
- Гусєва Катерина Костянтинівна — Марго, колишня подруга Оксани, в 1990-х депутат Держдуми і заслужена артистка Росії;
- Дюжев Дмитро Петрович — Артур Нікітін, онук члена Політбюро, а в 1990-х олігарх;
- Вилкова Катерина Миколаївна — Павла, донька Оксани, телерепортер;
- Розанова Ірина Юріївна — Дуська, прийомна мати Павли;
- Батурін Юрій Анатолійович — Олексій, танцюрист;
- Басилашвілі Олег Валеріанович — Геннадій Матвійович Нікітін, член Політбюро, дід Артура;
- Тетяна Пілецька — Павла Кирилівна Головіна, балерина, педагог Оксани;
- Микола Добринін — прийомний батько Павли, чоловік Дусі;
- Віталій Коваленко — слідчий, вів справу Оксани Лєпіною;
- Антонова Світлана Сергіївна — Марія, дружина Артура;
- Леонід Бічевін — Геннадій Нікітін, син Артура;
- Олексій Барабаш — Костянтин Федін, оператор, друг Павли;
- Артур Ваха — Михайло Кузьмич, керівник телеканалу;
- Дмитро Поднозов — Герман Олександрович Філін, начальник служби безпеки;
- Валерій Кухарешин — Аристарх Овсійович, директор театру;
- Соколова Ірина Леонідівна — Наумівна, сусідка по камері Оксани;
- Микола Іванов — генерал КДБ;
- Кирило Ульянов — Махмуд;
- Федір Лавров — Петро;
- Тетяна Ткач — лікар Катерина Ашотовна;
- Валерій Матвєєв — дисидент Георгій Ястребов;
- Едуард Цензор — охоронець;
- Тетяна Самаріна — співробітниця кіноархіву;
- Леонід Алімов — директор ринку;
- Лев Єлісєєв — директор комісійного магазину;
- Віктор Бабич — водій;